# Теренкуль (Красноармейский район)
Теренку́ль — деревня в Красноармейском районе Челябинской области. Административный центр Теренкульского сельского поселения.

## География
Деревня находится в окружении множества озёр, на расстоянии 57 км к северо-востоку от села Миасское, административного центра района.

## Население
| 2002 | 2010 |
| ---- | ---- |
| 649  | ↘434 |

### Половой состав
По данным Всероссийской переписи, в 2010 году численность населения деревни составляла 434 человека (216 мужчин и 218 женщин).

## Улицы
| - ул. Гагарина, - ул. Крестьянская, - ул. Мира, | - ул. Молодёжная, - пер. Набережный, - ул. Садовая, | - ул. Суханова, - ул. Черёмушки, - ул. Школьная. |

## Известные жители
- Янко, Михаил Данилович (1912—1998) — советский учёный-литературовед, краевед. Отличник народного просвещения РСФСР.